# Арно Гайгер
Арно Гайгер (на немски: Arno Geiger) е австрийски писател, автор на романи, пиеси и разкази.

## Биография
Арно Гайгер израства във Волфурт, Форарлберг. Следва германистика, древна история и сравнително литературознание в университетите в Инсбрук и Виена. През 1993 г. пише дипломна работа върху „Превъзмогването на чужбината в немскоезичните пътеписи от Късното средновековие“. През 1994 г. получава първата си стипендия за творческо постижение.
От 1986 до 2002 г. Гайгер работи през лятото като видеотехник при „Брегенцките културни тържества“. През 1996 и 2004 г. участва в литературния конкурс на името на Ингеборг Бахман в Клагенфурт.
Романът му „Старият крал и неговото изгнание“ (Der alte König in seinem Exil) е номиниран през 2011 г. за наградата на „Лайпцигския панаир на книгата“.
След 1993 г. Арно Гайгер живее във Виена като писател на свободна пратика.

## Награди и отличия
- 1994: Nachwuchsstipendium des österreichischen Bundesministeriums für Wissenschaft und Kultur
- 1998: Abraham Woursell Award, Ню Йорк
- 1999: Vorarlberger Literaturstipendium
- 2001: Förderungspreis beim Carl-Mayer-Drehbuchwettbewerb, Грац[1]
- 2005: Награда Фридрих Хьолдерлин на град Бад Хомбург (поощрение)
- 2005: Немска награда за книга за Es geht uns gut
- 2008: Награда Йохан Петер Хебел
- 2010: Literaturpreis der Vorarlberger Buch- und Medienwirtschaft
- 2011: Награда Фридрих Хьолдерлин на град Бад Хомбург
- 2011: Литературна награда на Фондация „Конрад Аденауер“[2]
- 2011: Награда Die zweite Realität der Stiftung Sonnweid, Швейцария, за Der alte König in seinem Exil
- 2011: Ehrenpreis (Kategorie Medien- und Öffentlichkeitsarbeit) des Deutschen Hospiz- und PalliativVerbandes, за Der alte König in seinem Exil[3]
- 2011: Награда Йохан Беер за Der alte König in seinem Exil
- 2012: Награда Антон Вилдганс
- 2013: Hörspiel des Monats August, за Das Haus meines Vaters hat viele Zimmer
- 2017: Алеманска литературна награда
- 2018: Награда Йозеф Брайтбах
- 2019: Бременска литературна награда